# Ustyansky (huyện)
Huyện Ustyansky (tiếng Nga: ? райо́н) là một huyện hành chính tự quản (raion), của Tỉnh Arkhangelsk, Nga. Huyện có diện tích 10522 km², dân số thời điểm ngày 1 tháng 1 năm 2000 là 42000 người. Trung tâm của huyện đóng ở Oktyabr'skyy.